# Wimbledon 2015 (turniej legend mężczyzn)
Wimbledon 2015 – turniej legend mężczyzn – zawody deblowe legend mężczyzn, rozgrywane w ramach trzeciego w sezonie wielkoszlemowego turnieju tenisowego, Wimbledonu. Zmagania miały miejsce w dniach 7–12 lipca na trawiastych kortach All England Lawn Tennis and Croquet Club w London Borough of Merton – dzielnicy brytyjskiego Londynu.

## Drabinka

#### Klucz
- w/o – walkower
- k – krecz
- d – dyskwalifikacja
- Q – kwalifikant
- WC – dzika karta
- LL – szczęśliwy przegrany
- Alt – zawodnik zastępczy
- PR – ochrona rankingu
- SE – specjalna przepustka
- ITF – ranking ITF
- JE – ranking juniorski

### Faza finałowa
|  |       |                                   |   |   |    |
|  | Finał |                                   |   |   |    |
|  |       |                                   |   |   |    |
|  |       |                                   |   |   |    |
|  |       |                                   |   |   |    |
|  |       | Wayne Ferreira Sébastien Grosjean | 3 | 6 | 5  |
|  |       | Wayne Ferreira Sébastien Grosjean | 3 | 6 | 5  |
|  |       | Goran Ivanišević Ivan Ljubičić    | 6 | 1 | 10 |
|  |       | Goran Ivanišević Ivan Ljubičić    | 6 | 1 | 10 |
|  |       |                                   |   |   |    |

### Faza początkowa

#### Grupa A
|    |                                           | Albert Costa Fernando González   | Wayne Ferreira Sébastien Grosjean | Richard Krajicek Mark Petchey | Fabrice Santoro Jamie Baker Greg Rusedski | Mecze W–L | Sety W–L | Gemy W–L    | Miejsce |
| A1 | Albert Costa Fernando González            |                                  | 6:7(1), 7:6(5), 5–10 (7 lipca)    | 4:6, 6:1, 10–5 (9 lipca)      | 1:6, 6:2, 9–11 (10 lipca, Baker)          | 1–2       | 4–5      | 31–30       | 3.      |
| A2 | Wayne Ferreira Sébastien Grosjean         | 7:6(1), 6:7(5), 10–5 (7 lipca)   |                                   | 6:3, 6:4 (11 lipca)           | 3:6, 4:6 (9 lipca, Baker)                 | 2–1       | 4–3      | 33–32       | 2.      |
| A3 | Richard Krajicek Mark Petchey             | 6:4, 1:6, 5–10 (9 lipca)         | 3:6, 4:6 (11 lipca)               |                               | 5:7, 5:7 (7 lipca, Rusedski)              | 0–3       | 1–6      | 24–37       | 4.      |
| A4 | Fabrice Santoro Jamie Baker Greg Rusedski | 6:1, 2:6, 11–9 (10 lipca, Baker) | 6:3, 6:4 (9 lipca, Baker)         | 7:5, 7:5 (7 lipca, Rusedski)  |                                           | 2–0 1–0   | 4–1 2–0  | 21–14 14–10 | 1. X    |

#### Grupa B
|    |                                 | Jonas Björkman Thomas Johansson | Jamie Delgado Thomas Enqvist | Justin Gimelstob Ross Hutchins | Goran Ivanišević Ivan Ljubičić | Mecze W–L | Sety W–L | Gemy W–L | Miejsce |
| B1 | Jonas Björkman Thomas Johansson |                                 | 6:3, 7:6(4) (9 lipca)        | 6:3, 2:6, 3–10 (7 lipca)       | 1:6, 6:1, 7–10 (11 lipca)      | 1–2       | 4–4      | 28–27    | 3.      |
| B2 | Jamie Delgado Thomas Enqvist    | 3:6, 6:7(4) (9 lipca)           |                              | 3:6, 6:2, 7–10 (8 lipca)       | 6:3, 1:6, 8–10 (7 lipca)       | 0–3       | 2–6      | 25–32    | 4.      |
| B3 | Justin Gimelstob Ross Hutchins  | 3:6, 6:2, 10–3 (7 lipca)        | 6:3, 2:6, 10–7 (8 lipca)     |                                | 4:6, 6:2, 6–10 (9 lipca)       | 2–1       | 5–4      | 29–26    | 2.      |
| B4 | Goran Ivanišević Ivan Ljubičić  | 6:1, 1:6, 10–7 (11 lipca)       | 3:6, 6:1, 10–8 (7 lipca)     | 6:4, 2:6, 10–6 (9 lipca)       |                                | 3–0       | 6–3      | 27–24    | 1.      |

## Pula nagród
| Runda                    | Pieniądze (£) |
| Zwycięzcy                | 22 000        |
| Finaliści                | 19 000        |
| Drugie miejsce w grupie  | 16 000        |
| Trzecie miejsce w grupie | 15 000        |
| Czwarte miejsce w grupie | 14 000        |